# شپسس‌کارع
شپسس‌کارع، که در یونانی سیسیریس نامیده می‌شود، فرعونی از دودمان پنجم مصر است که میان سال‌های ۲۴۵۵ تا ۲۴۴۸ پیش از میلاد فرمانروایی می‌کرد. نام او به معنای «روان رع بالامرتبه است»، می‌باشد.
اطلاعات بسیار کمی از این پادشاه در دست است و او را می‌توان یکی از کم‌شناخته شده‌ترین فرمانروایان این دودمان دانست. مصرشناسانی همچون میروسلاو ورنر بر این باورند که او تنها چند ماه فرمانروایی کرد. دلیل این گروه نشانه‌هایی از هرمی مربوط به دودمان پنجم در ابو صیر است که نه تنها نیمه‌کاره رها شد که زیربنای آن نیز کامل نشده بوده. آثاری بر جای مانده با نام و نشان این فرعون نیز بسیار کم شمار هستند.
با آنکه ناتمام ماندن هرم واقع در ابو صیر نشان از آن دارد که سازنده آن دوران فرمانروایی بسیار کوتاهی داشته، هر دو فهرست تورین و مانثون زمان ۷ سال را برای شپسس‌کارع ذکر می‌کنند.